# Tech in Asia
Tech in Asia è un sito web di informazione del mondo IT gestito da una società di media ed eventi avente sede a Singapore. A partire dal 2012, ha organizzato a Singapore, Tokyo e Giacarta conferenze che hanno attratto persone da tutto il continente asiatico. Nel 2015, ha ricevuto il sostegno finanziario di Eduardo Saverin, uno dei cofondatori di Facebook.

## Storia
L'azienda fu fondata nel 2010 da Willis Wee quando era ancora uno studente del terzo anno di università. Al 2019, ha ricevuto complessivi 17 milioni di dollari di finanziamenti dai seguenti partner: East Ventures, Fenox Venture, Hanwha, Marvelstone, Softbank, Walden International, Y Combinator e dal cofondatore di Facebook Eduardo Saverin.
Nell'ottobre 2018, gli articoli cessarono di essere gratuiti e fu adottato un modello di business di tipo freemium. Gli utenti l'accesso libero fino a un massimo di cinque articoli al mese e l'opzione in abbonamento (mensile/annuale) per poter consultare un numero maggiore di titoli.
Nel novembre 2017, la società aveva raccolto un finanziamento di 6.5 milioni di dollari dalla Hanwha Investment and Securities.